# Morton Feldman
Morton Feldman (12 de gener de 1926 - 3 de setembre de 1987) fou un compositor estatunidenc. Fou conegut per les seves composicions instrumentals escrites per a grups inhabituals d'instruments, composicions aïllades de llarga durada i de caràcter tranquil i caracteritzades per llargs continus.

## Biografia
Feldman va néixer a Nova York. Va estudiar piano amb Maurina-Press, alumna de Ferruccio Busoni i, més tard, composició amb Wallinford Riegger i Stefan Wolpe.
Trobant-se en desacord amb certs punts de vista dels seus professors, s'hi enfrontava molt sovint. Feldman ja componia en aquesta època, però amb un estil molt diferent del que se l'associaria en el futur.
El 1950, Feldman va assistir a un concert de l'Orquestra Filharmònica de Nova York (New York Philharmonic), on es va interpretar la Simfonia núm. 21 d'Anton Webern. Allà Feldman es trobà amb el compositor d'avantguarda John Cage i ràpidament els dos músics es van fer amics. Posteriorment Feldman s'instal·là en un pis a la planta baixa de l'edifici de Cage.
Sota la influència de Cage, Feldman començà a escriure obres en un estil que s'allunyava dels sistemes de composició tradicionals. Va experimentar amb formes de notació inèdites, utilitzant dibuixos i taules gràfiques en les partitures, de vegades especificant-hi les intensitats (per exemple, notes agudes o baixes) però, en canvi, sense indicar-ne les altures o durades específiques.
Feldman va conèixer per mitjà de Cage moltes persones importants del món artístic de Nova York, entre altres Jackson Pollock, Philip Guston, Frank O'Hara i Samuel Beckett. Durant els anys 70, s'inspirà en les pintures de l'expressionisme abstracte i va escriure llargues composicions que duraven una vintena de minuts: Rothko Chapel (1971, escrita sobre la construcció del mateix nom, que va ésser decorada per Mark Rothko) i For Frank O'Hara (1973). El 1977, va compondre una òpera, Neither, sobre un llibret de Samuel Beckett.
El 1973, als 47 anys, Feldman va esdevenir professor a la càtedra Edgard Varèse de la universitat de Buffalo (Nova York). En aquesta època componia obres encara més llargues, sovint d'un únic moviment i amb durades de trenta minuts o més. Entre aquestes composicions hi trobem Coptic Light (1985, mitja hora de durada), Violin and String Quartet (1985, de dues hores), For Philip Guston (1984, a prop de quatre hores), i la més llarga, String Quartet II (1983), d'una durada de cinc hores sense interrupció. La primera interpretació va presentar-se'n al Cooper Union, a Nova York el 1999 pel Quatuor Flux. Aquest grup va enregistrar-la més tard amb una durada de sis hores i set minuts. Aquestes composicions es distingeixen per superposicions imperceptibles de sons, tot a l'interior d'un ambient de tranquil·litat sonor. A la fi de la seva vida, Feldman va fer d'aquestes sonoritats tranquil·les el seu únic centre d'interès musical.
Feldman va casar-se amb la compositora Barbara Monk poc abans de morir d'un càncer de pàncrees el 1987.